# Махмур (город)
Махму́р (араб. مخمور‎, курд. Mexmûr, مەخموور) — город на севере Ирака, расположенный на территории мухафазы Эрбиль (автономия Иракский Курдистан).

## Географическое положение
Город находится в юго-западной части мухафазы, в предгорьях западного Загроса, на высоте 254 метров над уровнем моря.

Махмур расположен на расстоянии приблизительно 55 километров к юго-западу от Эрбиля, административного центра провинции и на расстоянии 272 километров к северо-северо-западу (NNW) от Багдада, столицы страны.

## Население
На 2012 год население города составляет 23 828 человек.

## Экономика
Основу экономики города составляют земледелие и животноводство. В окрестностях Махмура возделывают пшеницу и ячмень.